# جون تايلر (محامي)
جون تايلر (بالإنجليزية: John Tyler Sr.)‏ (و. 1747 – 1813 م) هو محامي، وقاضي، وسياسي أمريكي، ولد في مقاطعة تشارلز سيتي، كان عضوًا في الحزب الجمهوري الديمقراطي، توفي في مقاطعة تشارلز سيتي، عن عمر يناهز 66 عاماً.

## مناصب
تولى منصب حاكم فرجينيا ‏ (1 ديسمبر 1808–15 يناير 1811)
.

## التعليم
تعلم في كلية وليام وماري
.